# Partido judicial de Dos Hermanas
El partido judicial de Dos Hermanas es uno de los 85 partidos judiciales en los que se divide la Comunidad Autónoma de Andalucía y creado por Real Decreto en 1983, como número 12 de Sevilla. Comprende a la localidad sevillana de Dos Hermanas con una población total de 133.168 habitantes (INE 2018) que es cabeza de partido y por tanto sede de las instituciones judiciales. 
Dos Hermanas cuenta con 7 juzgados de Primera Instancia e Instrucción situados en  la calle Nuestra Señora del Carmen donde además se sitúa el Juzgado Decano.